# Haruspex

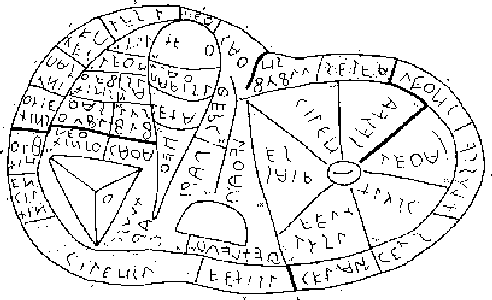
Fårlever funnen i Picenum med etruskiska inskriptioner.

Haruspex var en etruskisk teckentydare, även anlitad inom den romerska religionen. Teckentydaren försökte utläsa hur ett projekt eller företag skulle sluta, genom att studera inälvorna hos offerdjur – särskilt hos levern (haruspicium). Dessutom tyddes blixtar och andra "gudomliga" järtecken.
Yrkesbenämningen hade sin största användning under äldre tid. Så sent som år 408 e.Kr. rådfrågade man dock haruspices – med påvens fulla vetskap – i samband med visigoternas hot mot Rom (två år senare föll staden för visigoterna). Haruspex kan jämföras med den andra romerska spådomsprofessionen augur.
1877 hittades en bronsskulptur nära Piacenza i Italien som föreställde en lever och med inskriptioner på gudar för varje område på levern. Kunskapen om haruspex finns i boken Libri Tagetici som är en samling texter tillskrivna guden Tages i den etruskiska mytologin.

## Uppläsning under riten
Under akten lästes följande etruskiska rader upp:
1. TULAR EISNA SATH!
2. TA SACNI!
3. AC EISI NERICN VACL!
4. APLU! THUI SRENAR TEV!
5. FLERCHVA RATUM TUR!
6. IKAN NETSVIS ALPNU APLUS TURUCE.
7. VERS RACHTI!
8. TURMS HATHRTHI!
9. THUI MUR TEVC SRENARTN!
10. TURMS THUNZ: SUTH!
11. TURMS ESLZ: ZICH!
12. TURMS CIZ: MINI TES!
13. NETSVIS SACCE!
14. ZERI UTU RATUM!
15. EISAR IPA LUCAIR THUI UTICE!